# Justin Spring
Justin Spring född den 11 mars 1984 i Houston, Texas, är en amerikansk gymnast.
Han tog OS-brons i lagmångkampen i samband med de olympiska gymnastiktävlingarna 2008 i Peking.